# Кирбажу
Кирбажу́ (фр. Quirbajou) — коммуна во Франции, находится в регионе Лангедок — Руссильон. Департамент коммуны — Од. Входит в состав кантона Кийан. Округ коммуны — Лиму.
Код INSEE коммуны — 11306.

## Население
Население коммуны на 2008 год составляло 36 человек.
| 1962 | 1968 | 1975 | 1982 | 1990 | 1999 | 2008 |
| ---- | ---- | ---- | ---- | ---- | ---- | ---- |
| 22   | 25   | 18   | 20   | 29   | 38   | 36   |

## Экономика
В 2007 году среди 18 человек в трудоспособном возрасте (15—64 лет) 12 были экономически активными, 6 — неактивными (показатель активности — 66,7 %, в 1999 году было 43,5 %). Из 12 активных работали 9 человек (4 мужчин и 5 женщин), безработными были 3 мужчин. Среди 6 неактивных 1 человек был учеником или студентом, 1 — пенсионером, 4 были неактивными по другим причинам.